# Pasquale De Lorentiis
Pasquale De Lorentiis (Scorrano, 20 giugno 1869 – Maglie, 1942) è stato un paleontologo e speleologo italiano.

## Biografia

### Formazione e attività di insegnamento
Nato da Raffaele e Maria Cristina Ferramosca, entrambi appartenenti a famiglie della borghesia possidente e delle professioni, dopo aver ricevuto l’istruzione secondaria presso il Regio Liceo-convitto Francesca Capece di Maglie, in provincia di Terra d’Otranto, si laureò in Lettere nel luglio 1892 alla Regia Università di Napoli.
Dal 1893 al 1935 fu docente di Lettere italiane e latine e di Storia dell’arte presso lo stesso “Capece”, dove si era formato. I suoi primi interessi furono rivolti alla poesia dialettale, inizialmente affidati al foglio ginnasiale “Maglie giovane” (1893-95), con componimenti che lasciavano intravedere una “robusta travatura classica” e la predilezione per il genere satirico (Valli, D’Oria 2006). Con l'approfondirsi dell'attività di docenza i suoi interessi si integrarono con lo studio dell'opera dantesca, tanto da tenere anche apprezzati cicli di conferenze popolari.
Al "Capece" ebbe tra i suoi colleghi il pittore e paleontologo Paolo Emilio Stasi e tra i suoi allievi il paleontologo e naturalista italiano Liborio Salomi.

### Interessi scientifici e scoperte nell'ambito della paleontologia

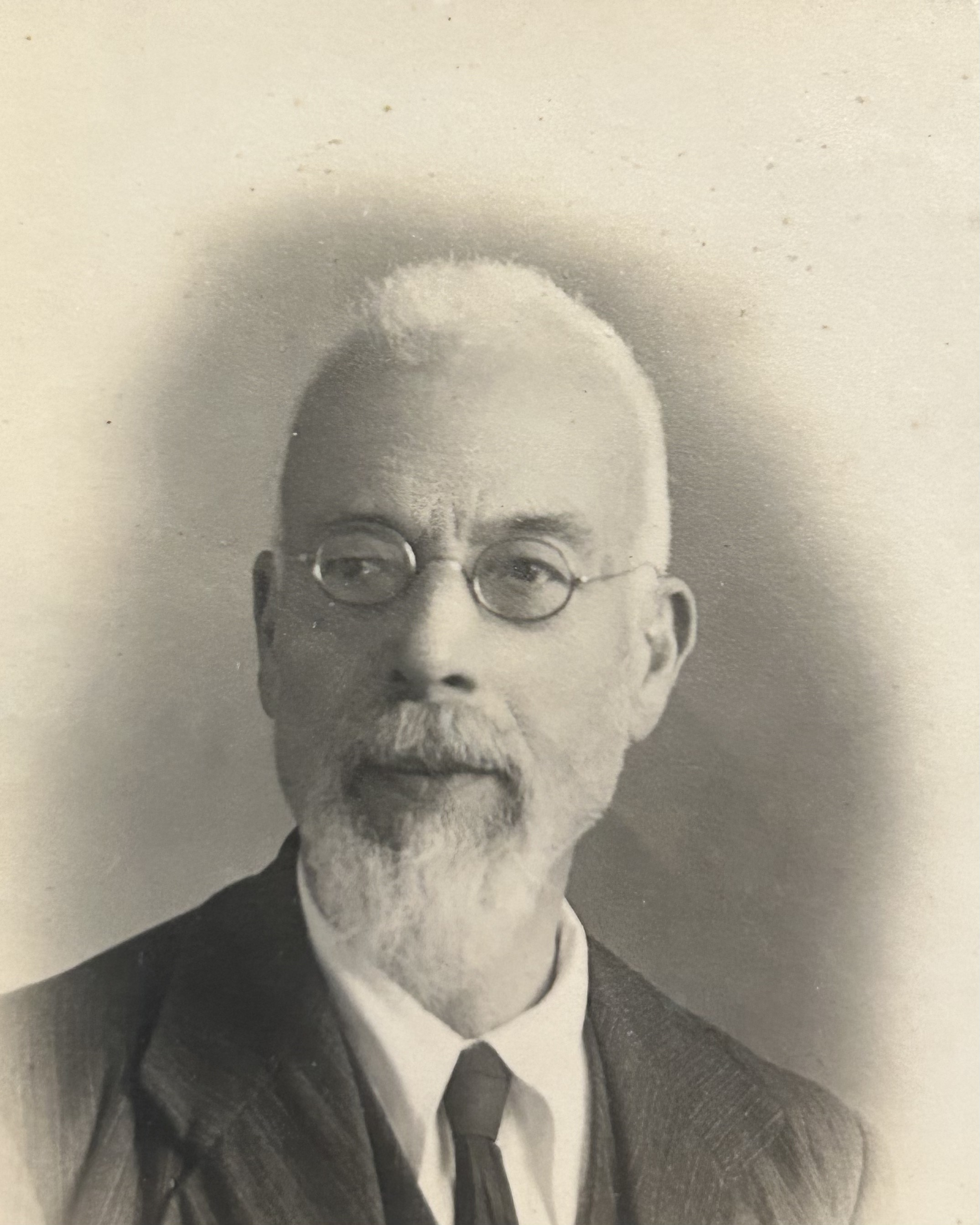
Pasquale De Lorentiis

Nei primi decenni del Novecento, oltre all’insegnamento, alla poesia e all’interesse per gli studi danteschi, De Lorentiis coltivò anche la passione per la paleontologia e la speleologia, suggestionato dalle scoperte che nei primi anni del Novecento si andavano compiendo in relazione alla presenza paleolitica dell’uomo in Terra d’Otranto. Tra il 1900 e il 1903 coadiuvò il collega Stasi negli scavi di Grotta Romanelli, una cavità presso Castro già segnalata nel 1871 da Ulderigo Botti. Questi saggi di scavo misero in luce resti di fauna pleistocenica associata a strumenti litici di epoca paleolitica, la cui esistenza in territorio italiano era allora messa in discussione dall'archeologo Luigi Pigorini, tra le figure più autorevoli nel settore, e le prime testimonianze di arte preistorica in grotta in Italia.  
L’obiettivo di approfondire le più antiche tracce di civilizzazione del Salento, perseguito attraverso numerose “gite campestri” dentro e fuori i confini provinciali e coltivato con discrete doti di organizzatore, lo spingerà a farsi promotore assieme ad altri di uno dei primi gruppi speleologici salentini, inizialmente intestato a Paolo Emilio Stasi.

A partire dal primo dopoguerra, assieme al prestigioso fisiologo suo conterraneo Filippo Bottazzi, direttore dell'Istituto di Fisiologia dell'Università di Napoli, e al figlio di Stasi, Gino, avviarono una fase di intense esplorazioni della grotta Zinzulusa, sempre presso Castro, destinata a durare fino alla fine degli anni Cinquanta. Nel 1923, insieme a costoro prese parte proprio presso la Zinzulusa alla scoperta della Typhlocaris Salentina. Scrivevano gli stessi esploratori:
Nel laghetto Cocito pescammo, la prima volta che visitammo la caverna, un gamberetto cieco di piccola mole, pallido, trasparente, che ci affrettammo, intuita l'importanza del ritrovamento, a mandare, conservato in alcool, al dott. E. Caroli dell'Istituto Zoologico della Regia UNiversità di Napoli, il quale con sorpresa riconobbe in esso una Thyphlocaris, raro decapode cieco della famiglia Palaemonidae, per quale è stata stabilita una speciale sottofamiglia di Thyphlocaridinae.
Inoltre, sempre nella Zinzulusa Bottazzi, De Lorentiis e Stasi scoprirono un crostaceo ipogeo cui fu dato il nome di Spelaeomysis Bottazzii, in onore allo stesso Bottazzii.

### L'attività intellettuale
L’esercizio della docenza in materie artistico-letterarie lo spinse ad approfondire i legami con lo stesso Stasi, oltre che con pittori paesaggisti come Giuseppe Casciaro, Vincenzo Ciardo e Michele Palumbo, la cui attività non mancò del resto di sostenere attraverso una prodiga committenza. Nella storia dell’arte, i suoi interessi più vivaci sembrarono ruotare attorno alla figura di Gioacchino Toma, la cui opera è assunta soprattutto nei suoi significati patriottici.
L’attività intellettuale del De Lorentiis si concretizzò in una discreta produzione pubblicistica, affidata per lo più alle colonne della stampa periodica regionale, come la “Rassegna Pugliese”, la “Rivista Storica Salentina”, “Il Salento”, senza mai giungere al livello di mature e compiute produzioni monografiche, fatta eccezione per la raccolta di sonetti dialettali intitolata Pe lla Paleontologia, scritta per celebrare il rinvenimento della “Romanelli”. Ciò gli consentirà comunque di stabilire proficue relazioni con parte dell’intellettualità salentina e nazionale, dal già citato Stasi a Cosimo De Giorgi, da Armando Perotti a Francesco Gabrieli, da Nicola G. De Donno a Vito Domenico Palumbo a molti altri.

### Dalla "regione" alla "nazione"
Lo scoppio della Grande guerra trovò De Lorentiis schierato a favore delle regioni dell’interventismo, segnando in lui una definitiva e convinta adesione agli ideali del nazionalismo italiano. Lo testimoniavano il suo impegno nelle commemorazioni dei giovani liceali caduti e il rapporto con figure di primo piano come Gabriele D’Annunzio e il grande invalido di guerra Carlo Delcroix. 
Il De Lorentiis era dunque espressione di posizioni piuttosto diffuse in seno all’intellettualità salentina del primo dopoguerra – e in forme parzialmente diverse, anche del secondo –, che si sforzavano di coniugare i due diversi orizzonti identitari della “regione” e della “nazione”, secondo una prospettiva per cui i presunti primati di civiltà della prima dovevano comporre l’infrastruttura etica della seconda. 
L’appartenenza al nazionalismo gli consentirà una composta adesione al fascismo, che tuttavia sembrò non ricambiarlo pienamente nella distribuzione di incarichi e onorificenze.

### Ultimi anni
Docente a riposo dal 1935, tra il 1937 e il 1941 De Lorentiis svolse l’incarico di “reggente per l’insegnamento di materie letterarie” presso l’Istituto Magistrale di Tricase, per conto dell’Associazione nazionale per la diffusione della cultura. In questa veste svolgerà anche il compito di reggente dello stesso istituto.
Alla morte, intervenuta a Maglie nel 1942, il Circolo speleologico salentino assunse la denominazione “Pasquale de Lorentiis”, che ne febbraio 1970 scoprì la Grotta dei Cervi. 

## Riconoscimenti
A Pasquale De Lorentiis sono intitolati l'Istituto comprensivo di Scorrano, suo paese natìo, e il Gruppo Speleologico Salentino Pasquale De Lorentiis

## Pubblicazioni
- Pe lla Paleontologia, Maglie, 1902
- Favole in dialetto magliese, in In onore del prof. Giuseppe Tamburini, Lecce, Tip. Giurdignano, 1905, pp. 47-50
- Banzai nippon, Bari, Laterza, 1905
- Note su la Divina Commedia, Manduria D’Errico, 1907
- Commemorazione dei caduti supersanesi nella guerra d'Italia del 1915-1918, Matino, Tip. Donato Siena, 1920
- F. Bottazzi, P. De Lorentiis, G.Stasi, La grotta della «Zinzulusa» in Terra d'Otranto e il ritrovamento in essa di Typhlocaris, «Rivista di Biologia», 5, 3 (1923), pp. 301-308.
- Per Armando Perotti. Onoranze rese in Castro il 7 settembre 1924, Tricase, G. Raeli, 1924
- Grotta Romanelli, stazione paleolitica in Terra d’Otranto, in “Rinascenza salentina”, I (1933), p. 77.